# Josefina Padilla
Josefina Padilla (Santiago de los Caballeros, 29 de octubre de 1924-13 de noviembre del 2022) fue una docente, catedrática universitaria, médica y política dominicana. Fue la primera mujer candidata a la vicepresidencia de la República Dominicana, en 1962, por el Partido Revolucionario Social Cristiano (PRSC), del cual era la vicepresidenta y  la única mujer, entre los doce fundadores del movimiento político antitrujillista ‘‘Juventud Democrática,’’ además de haber sido la Vicerrectora de la Universidad Autónoma de Santo Domingo.

## Historia
Josefina Padilla nació en Santiago de los Caballeros, República Dominicana el 29 de octubre de 1924.
Conoció a Rafael Augusto Sánchez cuando protagonizaban la obra subversiva: “La Viuda de Padilla”, del español Francisco Martínez de la Rosa, la misma que usaban los Trinitarios para mantener el espíritu nacionalista que revelaba los atropellos de la oligarquía española contra los moros y que molestó bastante a la primera dama, esposa del gobernante tirano Rafael Leónidas Trujillo, doña María Martínez. La obra fue dirigida por Julio del Moral, un exiliado revolucionario, quien se sintió perseguido y se exilió a México.
Más tarde, Josefina Padilla y Rafael Augusto Sánchez se casaron, y él fue hecho preso político por el régimen trujillista , en 1959, acontecimiento que cambia el rumbo de la vida de Padilla y que enfatiza su lucha en contra de la dictadura. El 2 de junio de 1961, en la cárcel de La Victoria, tras el ajusticiamiento de Trujillo, Rafael Augusto Sánchez fue asesinado, dejando a Padilla viuda y con 8 hijos.

## Trayectoria
Padilla entró a la facultad de medicina de la Universidad Autónoma de Santo Domingo, en 1943, cuando la tiranía trujillista dominaba todos los ámbitos de la sociedad dominicana. Entonces solo 7 de 80 estudiantes de medicina eran mujeres. Obtuvo el título de doctora en medicina y psicología, con especialidad en epistemología, investigación social y estudios sociales dominicanos.
En 1944, fue la única mujer entre los doce fundadores directivos de la Juventud Democrática, un movimiento político antitrujillista que defendía los intereses políticos, sociales y culturales de la juventud, de los trabajadores y que luchaba por el desarrollo y consolidación de un régimen democrático, progresista y popular, por la consecución de las libertades políticas y de la independencia económica de República Dominicana.
Desde siempre Padilla dio muestras de su pensamiento liberal y luchador, muestra de ello fue que haya sido la única mujer en firmar la declaración pública de los principios de este grupo.
En 1947, Padilla publicó el artículo Maternidad obrera, en el cual salía en defensa de los derechos de las trabajadoras pobres de República Dominicana.
Además, fue dirigente fundamental del Movimiento de Transformación Universitaria.  Trabajó como docente por más de veinticinco años, laborando, además, en la administración universitaria. Tuvo a su cargo los cursos de postgrado de Salud pública, Salud ocupacional y la Residencia Médica. Todo este trabajo en favor de la universidad estatal, le permitió llegar a la vicerrectoría de la Universidad Autónoma de Santo Domingo, entre 1976 y 1978.
Padilla fue miembro de la Unión Cívica. Y posteriormente, cuando se formó el Partido Revolucionario socialcristiano -Verde- (1961), fue invitada a ser parte. Y lo fue hasta 1967.
Fue la vicepresidenta del Partido Revolucionario Social Cristiano.
Viajó a Chile representando al Partido Demócrata Cristiano, a participar de un congreso, y  fue elegida para dirigir la Organización de la Mujer Demócrata Cristiana, como vicepresidenta del movimiento.
Participó en la guerra de abril de 1965 ofreciendo sus servicios médicos, e hizo grandes aportes en la logística de guerra.